# Slonovi pamte
Slonovi pamte (izdan 1972.) je kriminalistički roman Agathe Chrsitie s Herculeom Poirotom i Ariadneom Oliver. 
Roman je zadnji nastup Ariadne Oliver u djelima "kraljice krimića" i zadnji roman koji je napisala o Herculeu Poirotu iako nije zadnji izdan.

## Radnja
Spisateljica Ariadne Oliver zamoljena je da istraži ubojstvo staro 12 godina koje je oduzelo živote dvama prijateljima - no u to vrijeme - mislilo se da je bilo dvostruko samoubojstvo. Sada gđa. Oliver s Poirotom istražuje slučaj, ispitujući ljude s čvrstim sjećanjem skupljajući dokaze prije povratka ubojice.

## Ekranizacija
Ekraniziran je u trinaestoj, posljednjoj sezoni (2013.) TV serije Poirot s Davidom Suchetom u glavnoj ulozi.

## Poveznice
- Slonovi pamte  Arhivirana inačica izvorne stranice od 14. srpnja 2014. (Wayback Machine) na Agatha-Christie.net, najvećoj domaćoj stranici obožavatelja Agathe Christie